# Jeunes UDF
Die Jeunes UDF (JUDF) waren die Jugendorganisation der französischen Partei Union pour la démocratie française (UDF). Sie wurde 1998 gegründet. Im Zuge der Spaltung der UDF benannten sich die Jeunes UDF am 1. Dezember 2007 in Jeunes Démocrates um und wurden die Jugendorganisation des Mouvement démocrate. Zuvor hatten sich die Jeunes Centristes als Jugendorganisation des Nouveau Centre abgespalten.

## Geschichte
Bis 1998 war die UDF keine einheitliche Partei, sondern ein Bündnis selbstständiger Parteien. Diese hatten jeweils ihre eigene Jugendorganisation. Die Parteijugend der Parti républicain, das Mouvement des jeunes giscardiens („Bewegung der jungen Giscard-Anhänger“) benannte sich jedoch bereits 1988 in Mouvement des jeunes pour la démocratie française (MJDF) um und öffnete sich damit jungen UDF-Anhängern, die keiner der Mitgliedsparteien angehörten (adhérents directs). Sie nahm später den Namen Initiative UDF-Jeunes an. Diese hatte 1996 8.000 Mitglieder.
Im Zuge der Umwandlung der UDF zu einer einheitlichen Partei (Nouvelle UDF) fusionierten die verschiedenen Parteijugenden am 27. November 1998. Die mitgliederstärkste darunter waren die Jeunes Démocrates, die Jugendorganisation der Force démocrate, die wiederum 1995 aus den Jeunes Démocrates Sociaux (JDS; Jugendorganisation des christdemokratischen CDS) hervorgegangen war. Hinzu kamen die Jugendorganisationen der Parti populaire pour la démocratie française (PPDF) und des Pôle républicain indépendant et libéral (PRIL). Erster Vorsitzender der Jeunes UDF war Jean-Christophe Lagarde. Bei ihrer Gründung hatte die Organisation 15.000 Mitglieder.
Bei der Umwandlung in die Jeunes Démocrates 2007 waren es noch 6.200 Mitglieder.

## Organisation
Mitglied konnte werden, wer zwischen 16 und 35 Jahren alt war. Alle Mitglieder der UDF, die in diesem Altersintervall lagen, waren automatisch Mitglied der Jeunes UDF. Ihr Vorsitzender wurde für zwei Jahre gewählt. Die JUDF war politisch unabhängig von der UDF. Dennoch brachten sie ihre Gedanken und Vorschläge sowohl in die kommunale, als auch in die nationale Politik ein. Die Mitglieder wählten ihre regionalen Vorsitzenden und Vertreter, die die Organisation nach außen vertraten. Letzter Vorsitzender der nationalen JUDF war ab Juni 2006 Jean-Yves de Chaisemartin aus Paimpol (Côtes d'Armor).

### Hauptversammlung
Der Hauptversammlung gehörten de jure alle Mitglieder der Jugendorganisation an. Sie wählten ihre regionalen und kommunalen Vertreter. Aufgaben der Hauptversammlung waren, den Vorstand zu entlasten (Finanzbuchhaltung) und den Lagebericht des Vorsitzenden anzuerkennen.

### Conseil national
Der Conseil national setzte sich sowohl aus den gewählten, als auch aus den kooptierten Mitgliedern zusammen. Kooptiert waren Mitglieder, die kraft Amtes am Conseil national teilnehmen durften, wie z. B. regionale Mandatsträger. Der Rat legte die politische Richtung fest und bestimmte das Budget. Der letzte CN trat am 8./9. April 2007 zusammen.

### Bureau national
Das Bureau national war die Geschäftsstelle der Jeunes UDF. Es befand sich in der Parteizentrale der UDF in der Rue de l’Université im Pariser 7. Arrondissement.

## Ehemalige Vorsitzende
- Jean-Christophe Lagarde (1998–2001)
- Anthony Mangin (2001–2004)
- Arnaud de Belenet (2004–2006)
- Jean-Yves de Chaisemartin (2006–2007)